# Bollenhut

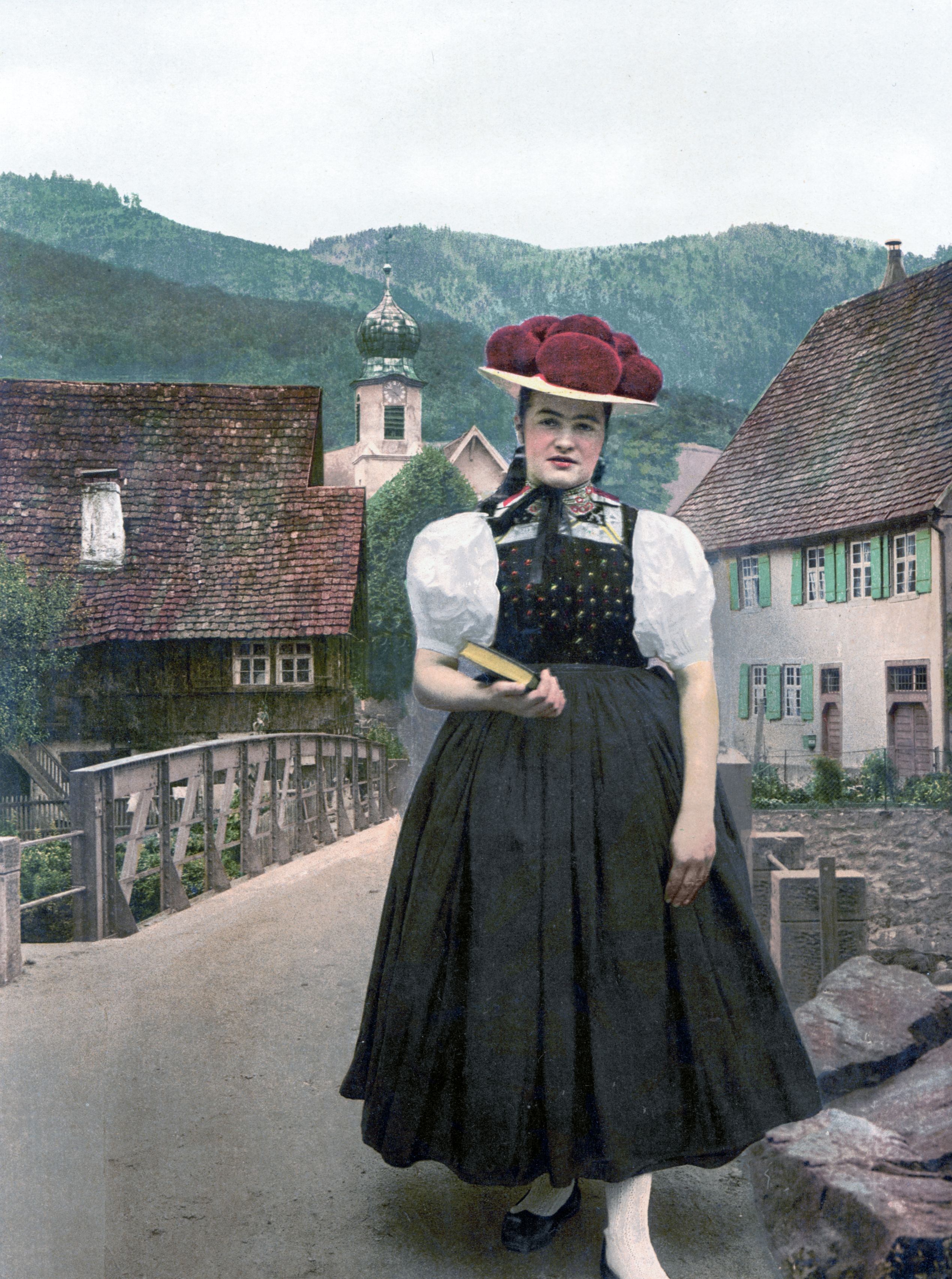
Gutacherin in Tracht, 1898

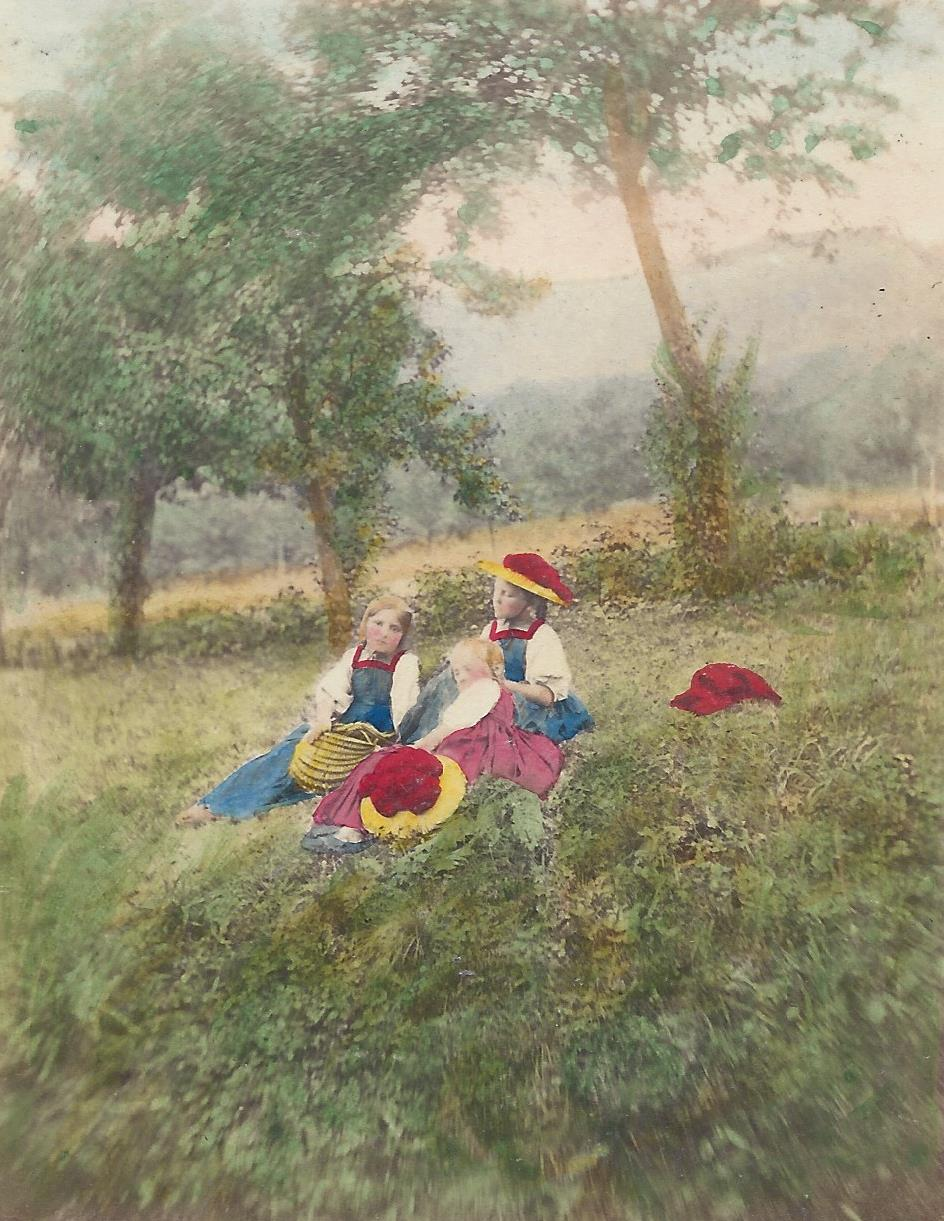
Ludovico Wolfgang Hart Drei Gutacher Mädchen, 1864

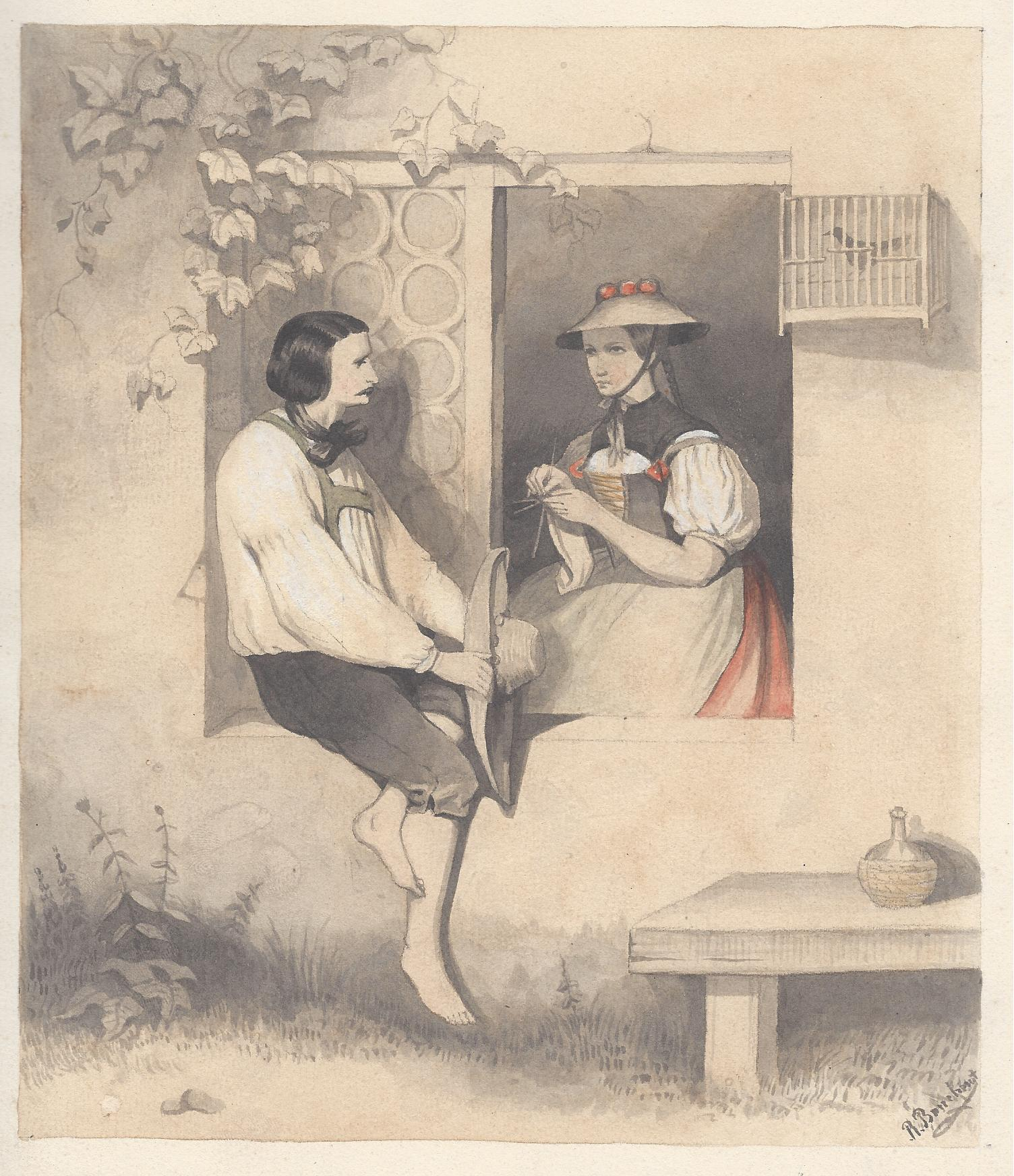
Théodore Valerio, Hornberger in Tracht, 1841

Als Bollenhut wird ein Strohhut bezeichnet, der seit etwa 1800 zur Tracht der evangelischen Frauen in den drei benachbarten Schwarzwalddörfern Gutach, Kirnbach und Hornberg-Reichenbach im Ortenaukreis gehört. Die drei Dörfer gehörten zum Herzogtum Württemberg und waren damit seit 1534 evangelisch, die anderen Gemeinden des Kinzigtals blieben katholisch. In den drei armen Dörfern wurde die Hutmacherei zur Arbeitsbeschaffung eingeführt.
Mit seinen aufgesetzten Bollen aus Wolle wurde der malerisch aussehende rote Bollenhut zu einem Symbol des gesamten Schwarzwaldes, obwohl er dort an sich nur in einem relativ kleinen Gebiet verbreitet ist.

## Aussehen und Herstellung
Der ursprünglich etwa 500 Gramm schwere Bollenhut kann heute bis zu 2 Kilogramm schwer sein und wird von Hutmachern in Handarbeit gefertigt. Die Herstellung der Bollen ist eine einfache Bastelarbeit. Um eine mittig gelochte runde Kartonscheibe wird Wollgarn gewickelt und danach rundherum aufgeschnitten. Der breitkrempige, weißgekalkte Strohhut trägt 14 auffallende, kreuzförmig angeordnete Bollen aus Wolle. Sichtbar sind aber nur 11 Bollen, weil 3 von darüberliegenden verdeckt werden. Die Bollen haben fünf unterschiedliche Größen.

## Symbolik und Trageweise
Eine Bedeutung der Bollen und deren Anzahl ist nicht bekannt; der Verweis auf die vierzehn Nothelfer erscheint wenig plausibel, da die Bollenhüte aus evangelischen Gemeinden stammen und die Bollenhüte erst nach der Reformation am Ende des 18. Jahrhunderts belegt sind. Bei unverheirateten Frauen sind die Bollen rot, bei verheirateten schwarz. Den roten Bollenhut dürfen die Mädchen erstmals bei der Konfirmation tragen. Unter dem Bollenhut wird eine schwarze seidene Haube getragen, die unter dem Kinn gebunden wird. Kleine Mädchen und alte Frauen tragen nur die Haube. 

## Bollenhut als Teil der Volkstracht
Mittlerweile wird der Bollenhut und die zugehörige Tracht noch an Festtagen und bei Brauchtumsveranstaltungen getragen. Ganzjährig zu besichtigen ist der Bollenhut mit dazugehöriger Tracht z. B. im Schwarzwälder Trachtenmuseum in Haslach im Kinzigtal.

## Verbreitung als Symbol des Schwarzwalds

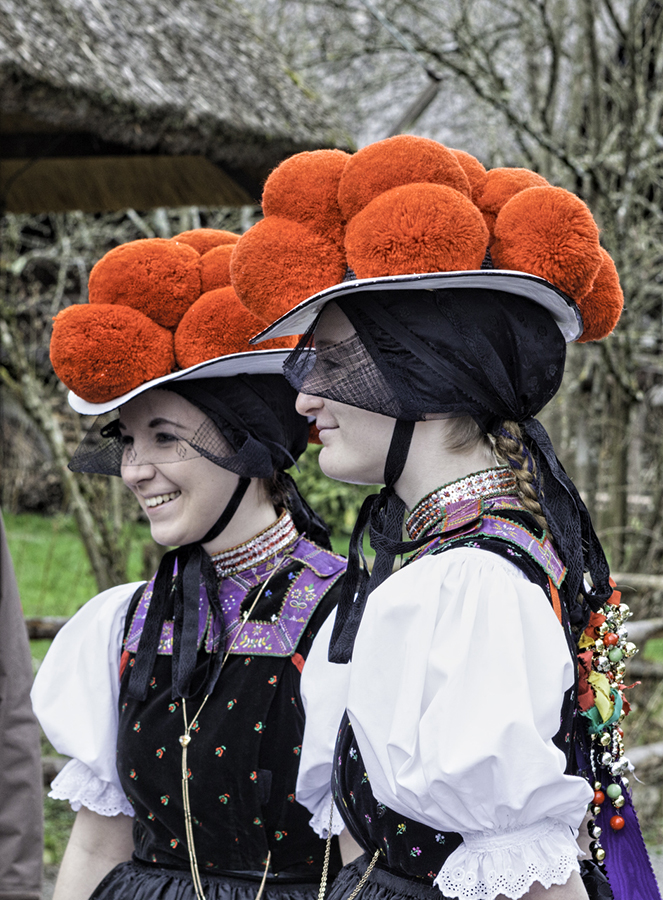
Trachtenträgerinnen im Schwarzwälder Freilichtmuseum Vogtsbauernhof, 2015

Ende des 18. Jahrhunderts assoziierte man mit der Schwarzwälder Tracht neben verschiedenen Hauben den in der Grafschaft Hauenstein gebräuchlichen Schühut und den Gupfhut. Diese durch mehrere Stichfolgen europaweit bekannt gewordenen Hutformen wurden bis zur Mitte des 19. Jahrhunderts allgemein abgelegt. Die ersten bildlichen Belege eines Vorläufers des Bollenhutes finden sich um 1820 in der Schreiberschen Bildserie auf einer Darstellung des Hammeltanzes in Hornberg und um 1840 bei Joseph Bader. 1841 veröffentlichte Théodore Valerio nach einer Studienreise durch den Schwarzwald bei den Fréres Gihaut in Paris eine Lithografie mit einem Paar in Tracht aus Hornberg, die erstmals in Frankreich eine frühe Variante des Bollenhutes zeigte. Ende der 1850er Jahre entdeckte der Straßburger Illustrator und Zeichner Charles Lallemand die Gutacher Tracht mit dem ausgefallenen Bollenhut, die er 1860 in dem Trachtenwerk Paysans badois veröffentlichte. In der von Lallemand zusammen mit dem Fotografen Ludovico Wolfgang Hart herausgegebenen Galerie universelle des peuples wurden die ersten 1864 vor Ort entstandenen Fotografien der Gutacher Tracht mit dem Bollenhut und der inzwischen in Vergessenheit geratenen originalen Männertracht veröffentlicht. Nachdem Gutach 1873 an die Badische Schwarzwaldbahn angeschlossen wurde, ließen sich dort Künstler wie Wilhelm Hasemann, Curt Liebich und Fritz Reiss nieder, die die Gutacher Künstlerkolonie bildeten. Sie entdeckten die Gutacher Tracht als künstlerisches Sujet, ihre Werke fanden massenhafte Verbreitung und prägten das Bild des Schwarzwalds. Wie der Heimatschriftsteller Heinrich Hansjakob waren sie Teil einer badischen Volkstrachtenbewegung. Um die Wende zum 20. Jahrhundert wurde insbesondere Hasemanns Bild Nach dem Kirchgang, das Bollenhut-Trägerinnen zeigte, über illustrierte Zeitschriften und Bildpostkarten weit publiziert.
Großherzogin Luise von Baden trug den Bollenhut während ihrer Schwarzwaldbesuche in den 1860er Jahren und machte ihn dadurch populär. Die Bekanntheit des Bollenhuts als fälschlicherweise allgemein schwarzwaldtypisch stieg nach einer zwischenzeitlichen Verdrängung ab 1911 durch die Heimatfilme der 1950er- und 1960er-Jahre, insbesondere dem Schwarzwaldmädel aus dem Jahr 1950 mit Sonja Ziemann. Dieser erste deutsche Farbfilm der Nachkriegszeit gehörte mit geschätzten 15 Millionen Zuschauern zu den erfolgreichsten deutschen Filmen überhaupt. 1950 und 1982 versuchten die drei Ursprungsgemeinden vergeblich, den Bollenhut durch eine Patentanmeldung und durch Vorstöße bei der Landesregierung die Verwendung des Bollenhutes auf die engere Region zu begrenzen.